# Francisco de Vitória
Francisco de Vitória (Burgos ou Vitória, 1483 — Salamanca, 12 de agosto de 1546) foi um teólogo espanhol neo-escolástico e um dos fundadores da tradição filosófica da chamada "Escola de Salamanca", sendo também conhecido por suas contribuições para a doutrina da guerra justa e como um dos criadores do direito internacional moderno.
Entrou na Ordem dos Pregadores em 1504. A dignidade e os problemas morais da condição humana forma o cerne em torno do qual se desenvolveu toda a sua obra filosófica. Foi especialmente influente pelas suas implicações jurídicas, ainda que igualmente na teologia e sobre aspectos morais da economia.  Não escreveu pessoalmente todas as suas obras, pois que algumas delas resultaram apenas de apontamentos tomados pelos seus alunos, e que passaram a circular sob a forma de sebentas.
Dedicou sua vida tardia ao ensino, tendo como residência Salamanca. Seus ensinamentos e métodos pedagógicos influenciaram direta ou indiretamente um grande número de teólogos, juristas e universitários como Melchor Cano, Domingo Báñez, Domingo de Soto, Francisco Suárez, Roberto Bellarmino entre outros, no que se chamou a "Escola de Salamanca".
No Brasil, teve publicada a obra "Os Índios e o Direito da Guerra" (Unijuí,  coleção "Clássicos do Direito Internacional", 2006).

## Obras
- De potestate civili, 1528
- Del Homicidio, 1530
- De matrimonio, 1531
- De potestate ecclesiae I e II, 1532
- De Indis, 1532
- De Jure belli Hispanorum in barbaros, 1532
- De potestate papae et concilii, 1534
- Relectiones Theologicae, 1557
- Summa sacramentorum Ecclesiae, 1561